# Metavononoides brasiliensis
Metavononoides brasiliensis is een hooiwagen uit de familie Cosmetidae.